# Кубок Европы по горному бегу 1999
5-й Кубок Европы по горному бегу прошёл 4 июля 1999 года на горнолыжном курорте Бад-Клайнкирххайм (Австрия). Участники соревновались в дисциплине горного бега «вверх». Разыгрывались 4 комплекта наград: по два в индивидуальном и командном зачётах среди мужчин и женщин.
Соревнования прошли в солнечную и тёплую погоду. Участники взбирались на вершину Кайзербург, финиш находился на высоте 2055 метров над уровнем моря. На старт вышел 131 бегун (73 мужчины и 58 женщин) из 20 стран Европы. Каждая страна могла выставить до 4 человек в каждый из забегов. Сильнейшие в командном первенстве определялись по сумме мест трёх лучших участников.
В мужском забеге борьбу за победу вели итальянец Антонио Молинари и француз Арно Фурден. Молинари лидировал большую часть дистанции, но его оппонент не позволял отрыву серьёзно увеличиться. Итоговое преимущество бегуна из Италии составило всего 17 секунд.
Среди женщин после спокойного начала вперёд вышла Изабела Заторская и, не встретив сопротивления, убежала от преследовательниц к своей первой победе на Кубке Европы.

## Призёры
Курсивом выделены участники, чей результат не пошёл в зачёт команды.

### Мужчины
| Дисциплина                     | Золото                                                                      | Золото  | Серебро                                                | Серебро | Бронза                                                               | Бронза   |
| ------------------------------ | --------------------------------------------------------------------------- | ------- | ------------------------------------------------------ | ------- | -------------------------------------------------------------------- | -------- |
| 10,3 км перепад высот: +1125 м | Антонио Молинари Италия                                                     | 52.17   | Арно Фурден Франция                                    | 52.34   | Ричард Финдлоу Англия                                                | 53.20    |
| 10,3 км (команды)              | Италия · Антонио Молинари · Симоне Ленци · Давиде Милези · Марко Де Гаспери | 21 очко | Швейцария · Андреа Эрни · Карл Йоль · Алексис Же-Фабри | 32 очка | Франция · Арно Фурден · Сильвен Ришар · Тьерри Икар · Николя Паскьон | 38 очков |

### Женщины
| Дисциплина                    | Золото                                                             | Золото  | Серебро                                                                     | Серебро  | Бронза                                                                                 | Бронза  |
| ----------------------------- | ------------------------------------------------------------------ | ------- | --------------------------------------------------------------------------- | -------- | -------------------------------------------------------------------------------------- | ------- |
| 9,4 км перепад высот: +1080 м | Изабела Заторская Польша                                           | 55.37   | Анджела Мудж Шотландия                                                      | 57.18    | Йоханна Баумгартнер Германия                                                           | 57.43   |
| 9,4 км (команды)              | Франция · Изабель Гийо · Эвелин Мюра · Лин Кюстер · Вероник Возель | 23 очка | Германия · Йоханна Баумгартнер · Гудрун Де Пай · Роми Линднер · Эллен Шёнер | 28 очков | Италия · Мария Грация Роберти · Даниэла Спилотти · Флавия Гавильо · Розита Рота-Гельпи | 42 очка |

## Медальный зачёт
Медали завоевали представители 7 стран-участниц.
 Принимающая страна
| Место | Страна    | Золото | Серебро | Бронза | Всего |
| ----- | --------- | ------ | ------- | ------ | ----- |
| 1     | Италия    | 2      | 0       | 1      | 3     |
| 2     | Франция   | 1      | 1       | 1      | 3     |
| 3     | Польша    | 1      | 0       | 0      | 1     |
| 4     | Германия  | 0      | 1       | 1      | 2     |
| 5     | Швейцария | 0      | 1       | 0      | 1     |
| 5     | Шотландия | 0      | 1       | 0      | 1     |
| 7     | Англия    | 0      | 0       | 1      | 1     |
| Всего | Всего     | 4      | 4       | 4      | 12    |